# Kanga (Cameroun)
Pour les articles homonymes, voir Kanga.
Kanga est un village de la commune de Massock-Songloulou; située dans le département de la Sanaga-Maritime et la région du Littoral au Cameroun. Il est situé sur la route de Ngambe vers Massock et Edéa, à 22 km de Ngambe.

## Population
En 1967, Kanga comptait 158 habitants, principalement Bassa.
Lors du recensement de 2005, 129 personnes y ont été dénombrées.